# Fotovoltaický jev
Fotovoltaický jev je jednou z forem vnitřního fotoelektrického jevu. Název je vytvořen ze dvou slov – φώς (řecky světlo) a volt (jednotka elektrického napětí).

## Princip
Foton s dostatečnou energií může v polovodičovém materiálu uvolnit elektron z valenčního do vodivostního pásu. Na jeho původním místě vznikne tzv. díra – elementární kladný náboj. Je-li v polovodičovém materiálu vytvořen PN přechod (dioda), pohybují se tyto náboje směrem k elektrodě se stejnou polaritou. Jsou-li elektrody propojeny vnějším obvodem, putují elektrony k opačné elektrodě, kde rekombinují s dírami a vnějším obvodem prochází elektrický proud.

## Historie
Fotovoltaický jev vůbec poprvé v roce 1876 pozorovali William Grylls Adams a Richard Evans Day. V jejich případě byl PN přechod vytvořen mezi selenem a platinou. Často bývá objev fotovoltaického jevu připisován Alexandru Edmondu Becquerelovi, ten však objevil vnější fotoelektrický jev, u něhož působením světla napětí nevzniká, pouze se mění proud, který vzniká působením vnějšího napětí mezi dvěma elektrodami ponořenými do roztoku.

## Současnost
Fotovoltaický jev je hromadně využíván při přeměně slunečního záření na elektřinu ve fotovoltaických panelech. 
Následnou aplikací fotovoltaického jevu k vytvoření solárních panelů a získávání elektrické energie z těchto panelů, je tzv. fotovoltaický efekt. Solární panely jsou vytvořeny z materiálů, které mají schopnost absorbovat světlo a generovat elektrickou energii právě díky fotovoltaickému jevu. Fotovoltaický efekt je zjednodušeně řečeno proces, v rámci kterého sluneční světlo působí přímo na polovodičové komponenty v panelech. Když jsou tyto panely osvětleny slunečním světlem, vytváří se elektrický proud, který může být využit pro napájení spotřebičů nebo ukládán do baterií.
Méně zřejmé už je, že fotovoltaický jev využívají i polovodičové fotodiody a fototranzistory, které našly široké uplatnění ve fotobuňkách, světelných závorách a donedávna například v infračervených portech pro přenos dat mezi mobilními zařízeními.